# Epipocus guatemoc
Epipocus guatemoc är en skalbaggsart som beskrevs av Strohecker 1977. Epipocus guatemoc ingår i släktet Epipocus och familjen svampbaggar. Inga underarter finns listade i Catalogue of Life.